# Barksäckspindel
Barksäckspindel (Clubiona corticalis) är en spindelart som först beskrevs av Charles Athanase Walckenaer 1802.  Barksäckspindel ingår i släktet Clubiona och familjen säckspindlar. Arten är reproducerande i Sverige.

## Underarter
Arten delas in i följande underarter:
- C. c. concolor
- C. c. nigra

## Bildgalleri

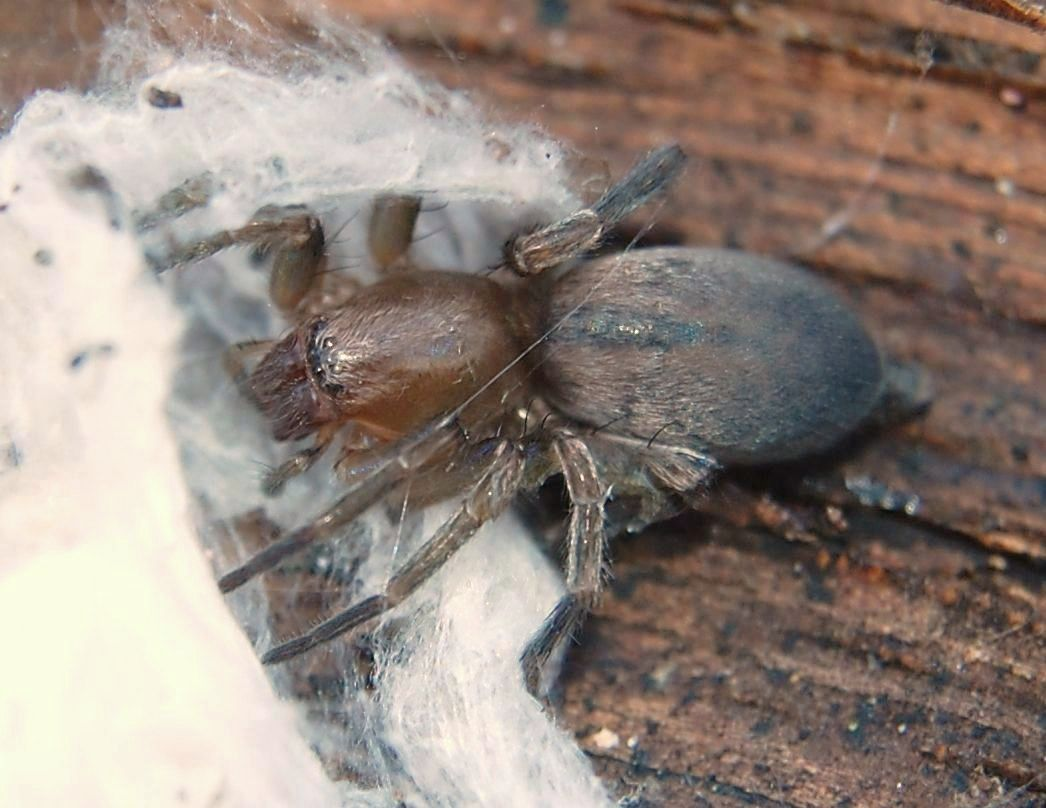
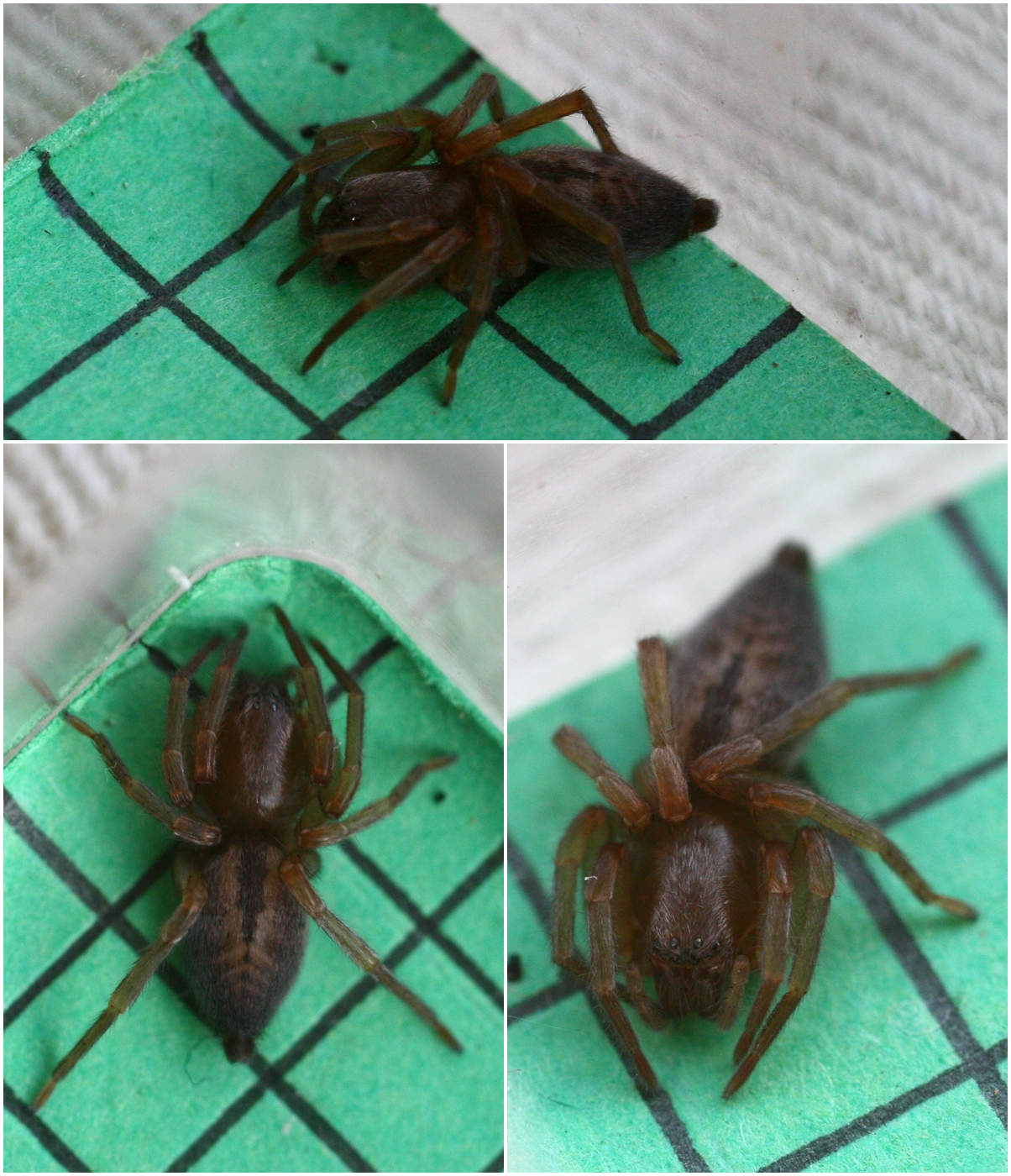
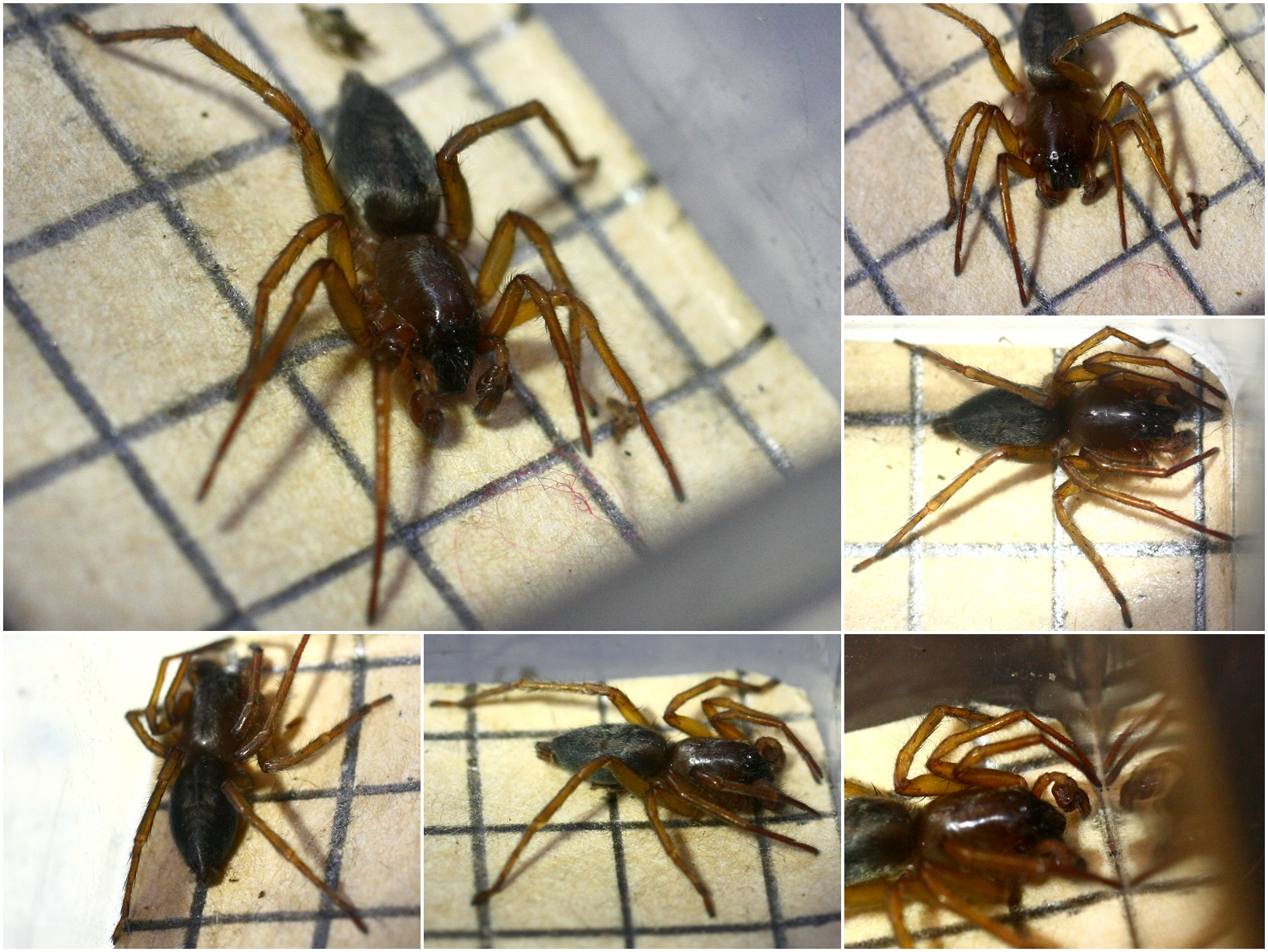
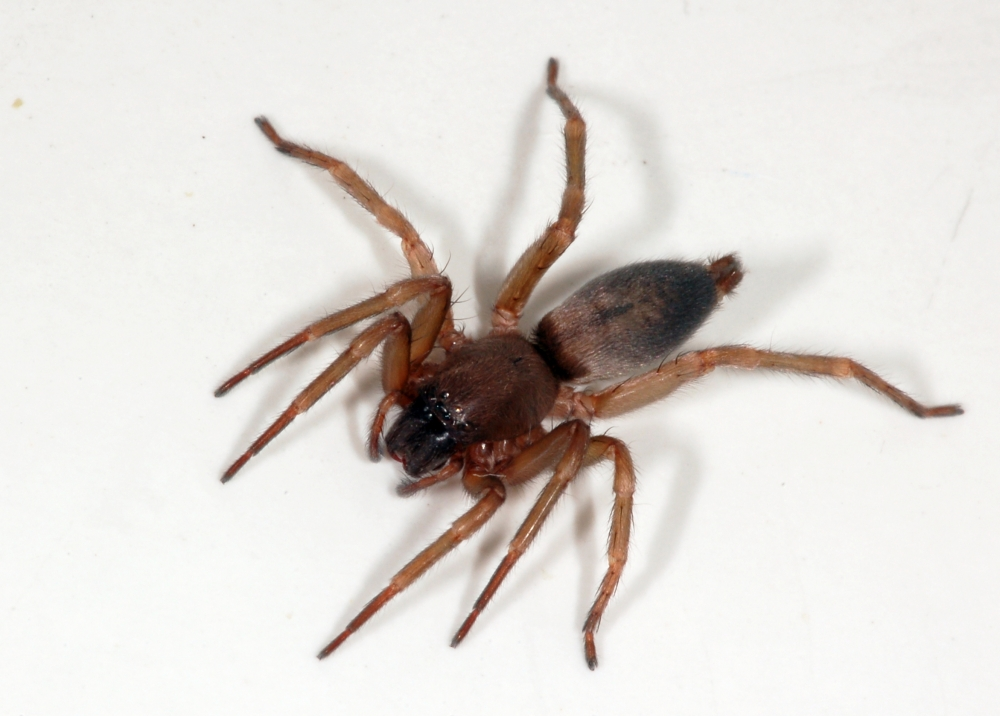